# Jan de Louter

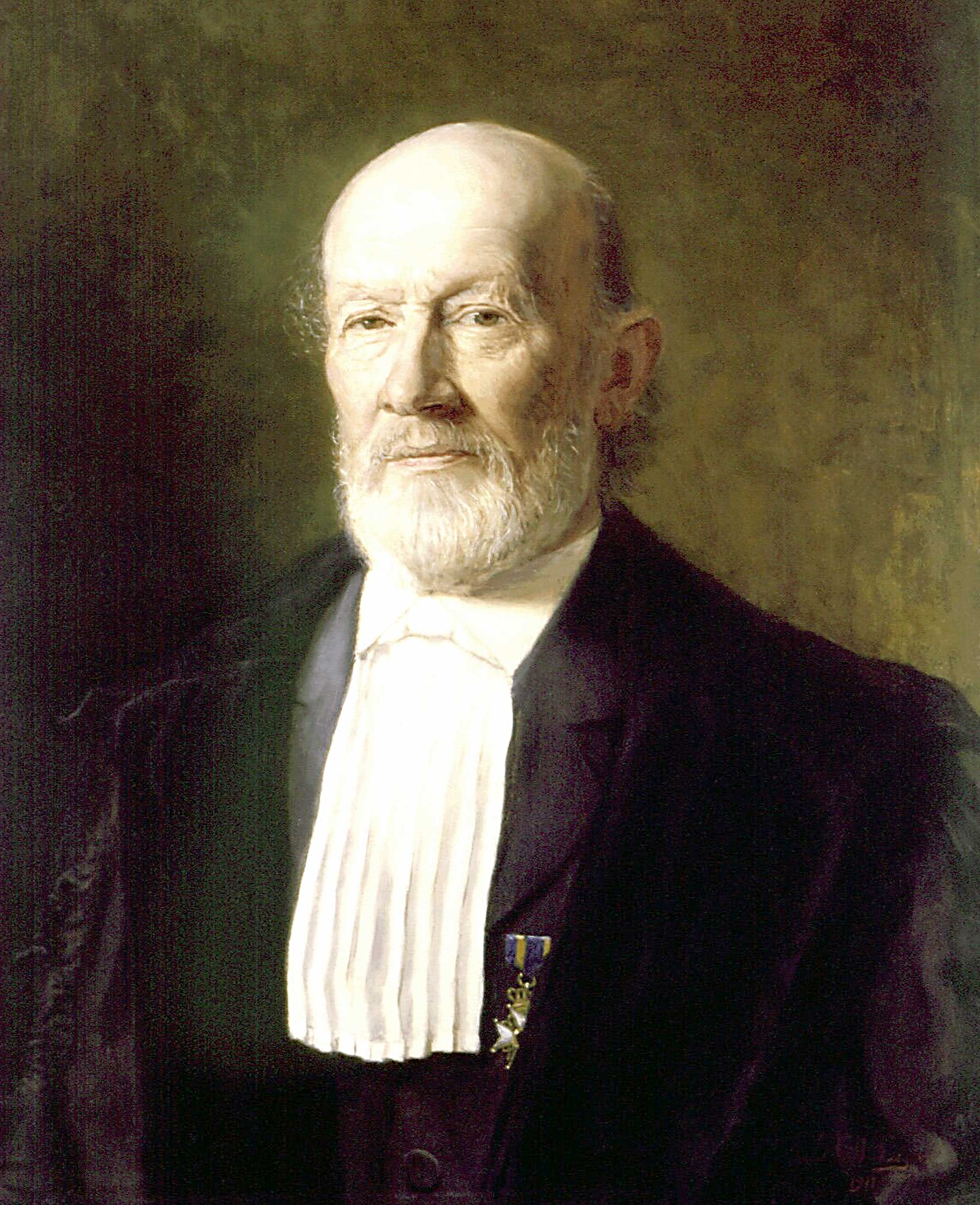
Jan de Louter

Jan de Louter (* 3. August 1847 in Amersfoort; † 8. März 1932 in Hilversum) war ein niederländischer Staats- und Völkerrechtler.

## Leben
Jan war der Sohn des Notars Johannes de Louter (* 18. November 1810 in Amersfoort; † 29. Januar 1891 ebenda) und dessen seit 12. Juni 1846 mit ihm verheirateten zweiten Ehefrau Aletta van Leuvenigh Willink (* 29. April 1818 in Amsterdam; † 28. Januar 1888 in Amersfoort). Nach dem Besuch der Schulen in Amersfoort begann er 1865 ein Rechtsstudium an der Universität Utrecht. Hier wurden Cornelis Willem Opzoomer, Barthold Jacob Lintelo de Geer van Jutphaas, Jacobus Anthonie Fruin und Otto van Rees (Jurist) (1825–1868) seine prägenden Lehrer. Am 21. Juni 1869 wurde er mit der Arbeit De beperkingen der rechtsbevoegdheid ten gevolge van vermindering der burgerlijke eer zum Doktor der Rechte promoviert. 1870 wurde er auf Wunsch seines Vaters Notar und arbeitete als Anwalt in seinem Geburtsort. Da er beabsichtigte, sich in Niederländisch-Indien zu engagieren, absolvierte er von 1871 bis 1872 an der Universität Leiden ein Studium der Indologie. 1872 wurde er Lehrer der indonesischen Sprache, Landes- und Völkerkunde am Gymnasium Willem III. in Jakarta.

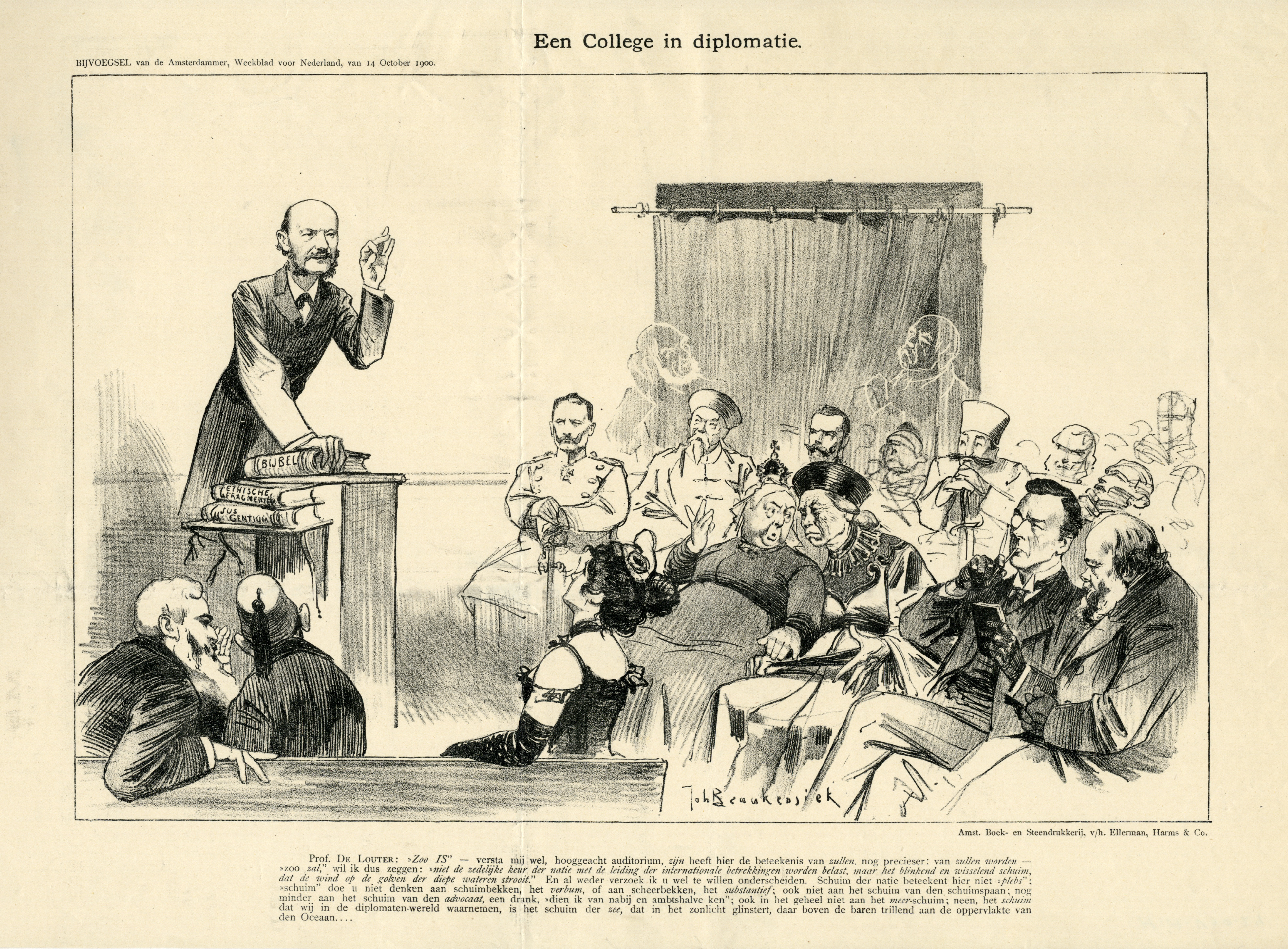
Cartoon (1900)

Am 12. September 1877 wurde er als Professor für islamisches Recht, Geschichte und Staatsrecht von Niederländisch-Indien an die Universität von Amsterdam berufen. Dieses Amt übernahm er am 17. November 1877 mit der Antrittsvorlesung Over het mohammedaansch recht in Nederlandsch-Indië. Am 27. Juli 1879 berief man ihn zum Professor für niederländisches Staatsrecht und administratives Recht, Völkerrecht und Rechtsphilosophie an die Universität Utrecht. Er übernahm das Amt am 18. Oktober 1879 mit der Antrittsvorlesung Het verband der staats-wetenschappen. An der Utrechter Hochschule beteiligte er sich auch an der  Hochschulverwaltung und war 1898/99 Rektor der Alma Mater. Zudem hatte er von 1897 bis 1901 die Aufgabe, Königin Wilhelmina im Staatsrecht zu unterrichten.
Louter war ausländisches Mitglied am Institut de Droit international, 1916 wurde er korrespondierendes Mitglied des American Institute of International Law in Washington DC und 1883 Mitglied der königlich niederländischen Akademie der Wissenschaften. Er war Ritter des Ordens vom niederländischen Löwen. Zudem wirkte er als Mitglied des Utrechter Stadtrats, war Mitglied der provinziellen Staaten von Utrecht, Mitglied der liberalen Partei und wurde Mitbegründer der freien liberalen Partei. 1905 bis 1920 dozierte er über indonesisches Staatsrecht an der höheren Kriegsschule in Den Haag. Nachdem er am 1. Oktober 1912 seine ordentliche Professur niedergelegt hatte, wurde er am 23. April 1913 mit der Antrittsvorlesung Volkenrecht en statensouvereiniteit außerordentlicher Professor für Völkerrecht, bis er 1919 emeritiert wurde. Seine letzten Lebensjahre verbrachte er in Hilversum, wo seine älteste Tochter wohnte. Nach seinem Tod wurde er auf eigenen Wunsch in Utrecht begraben.

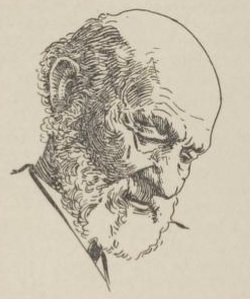
Jan de Louter

## Familie
Louter heiratete am 13. Juni 1872 in Rotterdam Wilhelmina Louisa Lagers (* 3. Juni 1847 in Amsterdam; † 27. November 1939 in Hilversum), die Tochter des Pfarrers Georg Hendrik Gideon Lagers (* 4. Juni 1806 in Utrecht; † 27. Dezember 1854 in Amsterdam) und dessen mit ihm seit 23. Juni 1836 in Amsterdam verheirateten Ehefrau Catharina Agnesa Oldenburg (* 13. Juni 1812 in Amsterdam; † 7. Juni 1905 in Utrecht). Kinder aus dieser Ehe waren:
- Aletta de Louter (* 31. März 1873 in Jakarta; † 30. Oktober 1950 in Ermelo)
- Catharina Petronella de Louter (* 29. März 1879 in Amsterdam; † 9. Dezember 1879 in Utrecht)
- Johannes des Louter (* 17. September 1880 in Utrecht; † 4. Dezember 1954 in Arnhem) verh. 14. August 1918 in Nijmegen mit Johanna Huiberta Gerretsen (* 19. Mai 1890 in Hees; † 31. Mai 1982 in Arnhem)
- Georg Hendrik Gideon de Louter (* 13. Januar 1882 in Utrecht; † 2. November 1882 ebenda)

## Werke (Auswahl)
- De beperkingen der rechtsbevoegdheid ten gevole van vermindering der burgerlijke eer. 1869
- Handboek van het staats- en administratief recht van Nederlandsch-Indië. 1875, 1914,
- L'annexion du Transvaal. 1881
- Handleiding tot de kennis van het staats -en administratief recht van Nederlandsch-Indië. 1884, 1895
- Het ontwerp der grondwetscommissie en het kiesrecht. 1885
- La Guerre Sud-africaine. 1902
- Levensbericht van Pieter Anthonie van der Lith. 1902
- Liberale concentratie. 1905
- Het stellig Volkenrecht. 1910
- De arbitrage in het Noord-Atlantisch visscherij-geschil. 1911
- L'avenir du droit international public. 1912
- Afscheidswoord tot leerlingen en oudleerlingen bij het sluiten zijner colleges. 1912
- Nederlands internationale stelling. 1912
- Nederland en Amerika. 1918
- De Volkenbond. Een mijlpaal op de weg der rechtsontwikkeling. 1920
- Le droit international positif. 1920
- Woodrow Wilson, eene karakterschets. 1924